# Nezaket Erden
Nezaket Erden (* 16. Juni 1990 in Mersin) ist eine türkische Schauspielerin.

## Leben und Karriere
Erden wurde am 16. Juni 1990 in Mersin geboren. Sie studierte an der Galatasaray Üniversitesi. Danach setzte sie ihr Studium an der Kadir Has Üniversitesi fort. 
Ihr Debüt gab sie 2020 in der Fernsehserie Baraj. Außerdem spielte sie in dem Theaterstück Dirmit mit und bekam die Auszeichnung 23rd Afife Theatre Awards als Beste Schauspielerin. Unter anderem war Erden in dem Film İnsanlar İkiye Ayrılır zu sehen. 2021 trat sie in Misafir auf. Im selben Jahr wurde Eren für den Film Aykut Enişte 2 gecastet.

## Filmografie
Filme
- 2020: İnsanlar İkiye Ayrılır
- 2020: Climate Change
- 2020: Nasipse Adayız
- 2021: İki Şafak Arasında
- 2021: Aykut Enişte 2

Serien
- 2020: Baraj
- 2021: Misafir
- 2022: Die Uysals
- 2024: Mitternacht im Pera Palace

## Theater
- 2017: Sevgili Arsız Ölüm
- 2018: Tırnak İçinde Hizmetçiler
- 2018: Sevgili Doktor[4]

## Auszeichnungen

### Gewonnen
- 2020: 57th Antalya Golden Orange Film Festival in der Kategorie „Beste Nebendarstellerin“[5]
- 2021: 58th Antalya Golden Orange Film Festival in der Kategorie „Beste Nebendarstellerin“[6]
- 2022: 54th Turkish Film Critics Association Awards in der Kategorie „Beste Nebendarstellerin“[5]

### Nominiert
- 2019: 23rd Afife Theatre Awards in der Kategorie „Beste Schauspielerin“